# Insieme di generatori
In algebra lineare, un insieme di generatori (o sistema di generatori) è un sottoinsieme di un insieme dotato di struttura algebrica tale che tutti gli elementi dell'insieme possono essere ottenuti dagli elementi del sottoinsieme, tramite combinazioni di operazioni definite sull'insieme.
Più in generale, se {\displaystyle S} è un sottoinsieme di {\displaystyle A}, l'insieme {\displaystyle \langle S\rangle } generato da {\displaystyle S} è il più piccolo sottoinsieme di {\displaystyle A} chiuso rispetto alle operazioni definite su {\displaystyle A} contenente {\displaystyle S}. Nei casi più frequenti, {\displaystyle A} è un gruppo, un anello o uno spazio vettoriale.
Solitamente, le strutture che ammettono un numero finito di generatori sono una classe più facile da studiare: si ottengono così i gruppi finitamente generati e gli spazi vettoriali di dimensione finita.

## Gruppi
Sia {\displaystyle G} un gruppo e {\displaystyle S} un sottoinsieme di {\displaystyle G}. Il sottogruppo {\displaystyle \langle S\rangle } generato da {\displaystyle S} è il più piccolo sottogruppo di {\displaystyle G} che contiene {\displaystyle S}. Se {\displaystyle S} è l'insieme vuoto, {\displaystyle \langle S\rangle } è dunque il sottogruppo banale {\displaystyle \{e\}}. Se {\displaystyle S} non è vuoto, allora {\displaystyle \langle S\rangle } consiste di tutti gli elementi che possono essere espressi come prodotto di elementi di {\displaystyle S} e dei loro inversi.

### Gruppo ciclico
Quando {\displaystyle S=\{x\}} ha un solo elemento {\displaystyle x}, allora si abbrevia {\displaystyle \langle S\rangle =\langle x\rangle }. In questo caso {\displaystyle \langle x\rangle =\{x^{i}:i\in \mathbf {Z} \}} è il sottogruppo ciclico formato da tutte le potenze di {\displaystyle x}.
In generale, un gruppo ciclico è un gruppo che può essere generato da un solo elemento.

### Gruppo finitamente generato
Un gruppo è finitamente generato se ha un insieme finito di generatori. Elenchiamo alcuni esempi e proprietà dei gruppi finitamente generati.
- Ogni gruppo finito è finitamente generato, poiché il gruppo stesso è un insieme di generatori.
- Gli interi formano un gruppo finitamente generato, ma non finito.
- I numeri razionali formano un gruppo che non è finitamente generato.
- Il prodotto diretto di due gruppi finitamente generati è finitamente generato.
- Un quoziente di un gruppo finitamente generato è finitamente generato. Invece un sottogruppo di un gruppo finitamente generato può non essere finitamente generato.

## Anelli
Sia {\displaystyle R} un anello e {\displaystyle S} un suo sottoinsieme. Il sottoanello {\displaystyle \langle S\rangle } generato da {\displaystyle S} è il più piccolo sottoanello di {\displaystyle R} che contiene gli elementi di {\displaystyle S}. Esso è costituito da tutte le combinazioni di somme e prodotti degli elementi di {\displaystyle S} e dei loro opposti.

## Spazi vettoriali
Sia {\displaystyle V} uno spazio vettoriale definito su un campo {\displaystyle K}. Un insieme di generatori {\displaystyle G} dello spazio vettoriale {\displaystyle V} è un insieme di vettori di {\displaystyle V} tali che ogni vettore di {\displaystyle V} è una combinazione lineare di un numero finito di elementi di {\displaystyle G}. In termini più formali: sia {\displaystyle I} un insieme di indici, un insieme di generatori {\displaystyle G} di {\displaystyle V} è un insieme di vettori siffatto:
{\displaystyle G=\lbrace v_{i}\in V,i\in I\;|\;\forall v\in V,\exists n\in \mathbb {N} :v=\sum \limits _{j=1}^{n}a_{j}v_{i_{j}};\ a_{1},\ldots ,a_{n}\in K;i_{1},\ldots ,i_{n}\in I\}.}
La definizione fornita tiene conto del caso più generale, ossia quello in cui un insieme di generatori possa essere costituito da un numero infinito di elementi. Nel caso in cui l'insieme di generatori {\displaystyle G} sia costituito da un numero finito di elementi, la definizione è equivalente alla seguente:
{\displaystyle G=\{v_{1},\ldots ,v_{n}\in V\;|\;\forall v\in V,v=a_{1}v_{1}+\ldots +a_{n}v_{n};\ a_{1},\ldots ,a_{n}\in K\}.}
Si possono immediatamente dedurre alcune proprietà:
- La base di uno spazio vettoriale è sempre un insieme di generatori; al contrario, un insieme di generatori non è necessariamente una base.
- La minima cardinalità di un insieme {\displaystyle S} di generatori per {\displaystyle V} è la dimensione di {\displaystyle V}.

Una definizione equivalente può essere fornita facendo uso, come segue, dell'operatore {\displaystyle \mathrm {Span} } (copertura lineare). Un insieme di vettori {\displaystyle (v_{i})_{i\in I}} è un insieme di generatori per lo spazio vettoriale {\displaystyle V} se e solo se {\displaystyle V=\mathrm {Span} ((v_{i})_{i\in I})}. In particolare, un insieme finito di vettori {\displaystyle \{v_{1},\ldots ,v_{n}\}} è un insieme di generatori per lo spazio vettoriale {\displaystyle V} se e solo se {\displaystyle V=\mathrm {Span} (v_{1},\ldots ,v_{n})}.